# Safeway
 (octobre 2015).
Si vous disposez d'ouvrages ou d'articles de référence ou si vous connaissez des sites web de qualité traitant du thème abordé ici, merci de compléter l'article en donnant les références utiles à sa vérifiabilité et en les liant à la section « Notes et références ».
Safeway, est une chaîne de supermarchés en Amérique du Nord. En décembre 2007, on comptait 1743 magasins répartis sur l'Ouest et le Centre des États-Unis, ainsi que dans l'Ouest canadien. Son siège est situé à Pleasanton, en Californie. Safeway est le dixième revendeur des États-Unis[réf. nécessaire].

## Histoire

### Sam Seelig Stores
Sam Seelig Company est fondé en avril 1912 par Sam Seelig, un jeune entrepreneur qui arrive en Californie en 1911. Ce dernier ouvre une épicerie à Los Angelès sur Pico et Figueroa Street. De fil en aiguille, il ouvre de nouveaux magasins, si bien qu'en 1922 il possède déjà 71 magasins. En 1924, Seelig quitte l'entreprise pour se lancer dans l'immobilier.

### Renommage en Safeway
Après le départ de Seelig, l'entreprise cherche un nouveau nom, et pour cela lance un concours. "Safeway" sera retenu, et le slogan "Drive the Safeway; Buy the Safeway". Les magasins se démarquent des épiceries traditionnelles, puisque les clients se servent directement dans les rayons et paient en partant, sans possibilité de crédit. C'est la "safe way", c'est-à-dire le moyen le plus sage, de faire ses courses puisque les familles ne sont plus tentés de s'endetter en achetant à manger (ne l'oublions pas, nous sommes dans la période de la Grande Dépression).
En 1926, on compte 322 magasins dans le Sud de la Californie.

### Histoire récente
À la fin des années 1990, Safeway acquiert bon nombre de chaînes locales, par exemple "Randall's Food Markets" au Texas, "Carrs" en Alaska, et "Dominick's" dans Illinois. En 1997, Safeway acquiert Von's dans le Sud de la Californie.
En juillet 2013, Sobeys acquiert Safeway Canada et ses 218 points de vente, pour 5,8 milliards de dollars.
En mars 2014, Albertsons acquiert Safeway pour 9,2 milliards de dollars, créant un ensemble ayant 250 000 employés, avec 630 magasins venant d'Albertsons et 1 332 magasins venant de Safeway,,. Albertsons est contraint par les autorités de la concurrence dans le cadre de cette opération de vendre en décembre 2014, 168 magasins à Haggen Company. La transaction est réalisée de manière complète en janvier 2015.

## Format
Safeway propose de nouveaux formats de magasins au fil des années sans grand succès.
En 1963, Safeway développe le format "Super S" qui comprend une quincaillerie, une pharmacie et un supermarché. Le magasin a une entrée commune puis se divise en business séparés (chacun des 3 magasins possède sa propre caisse).
En 1964, Safeway ouvre en test, un Magasin international sur deux étages à Washington DC. Il comprend un supermarché au rez-de-chaussée, puis une épicerie fine au second.
L'entreprise va également tenter de lancer de nouveaux concepts comme des magasins de petites tailles, et même des marchés de ferme, des magasins de boissons...
En 1969, Safeway se joint à "Holly Farms Poultry Industries" pour inclure des fast-food dans ses magasins.
Dans les années 1980, Safeway se lance dans le supermarché discount, mais sans grand succès. Ces magasins ont soit fermé, soit sont devenus des Safeways à part entière.